# Когда любишь
«Когда любишь» (яп. 太陽のない街: ай сурэба косо) — японский чёрно-белый киноальманах из трёх новелл, созданных представителями движения независимого кинематографа — режиссёрами Кодзабуро Ёсимура, Тадаси Имаи и Сацуо Ямамото в 1955 году.

## Сюжет
Новелла 1: Девочка-цветочница (режиссёр Кодзабуро Ёсимура)
Митиэ заведует баром. Однажды ей понадобилось 200 тысяч иен для спасения любовника. Чтобы добыть эти деньги, она отдаётся хозяину бара. В эту ночь она встречается с девочкой-цветочницей Тамико и, пожалев её, даёт ей тысячу иен. Тамико радостная возвращается домой и узнаёт, что умерла её больная сестра. Митиэ относит деньги домой, но уже поздно — её любовник покончил жизнь самоубийством. Митиэ бросает свою работу в баре, её охватывает тоска. Но тут к Митиэ приходит с благодарностью Тамико. Посещение девочки вновь пробуждает в Митиэ желание жить.
Новелла 2: Невеста из деревни (режиссёр Тадаси Имаи)
В комнату к рабочему Коно неожиданно приезжает невеста Кунико, которую ему подыскали в деревне. Коно не знает, что ему делать с невестой. Оставив её одну в комнате, он идёт на завод, чтобы посоветоваться с друзьями. Но ничего путного они придумать не могут. Когда Коно возвращается домой, невесты там уже нет. Он отправляется на её поиски, но не находит. Коно возвращается домой и снова застаёт там невесту. Оказывается, она ходила за подарками, которые она привезла из родных мест. Между молодыми людьми начинается живо интересующий их разговор, и сердца постепенно сближаются.
Новелла 3: Когда любишь (режиссёр Сацуо Ямамото)
Бедная семья. Единственный сын Сигэру находится в тюрьме за свои политические убеждения. Старшая дочь собирается выйти замуж, но мать и младшая сестра просят её подождать с замужеством, иначе некому будет содержать семью. Приходит дядя. Он говорит, что не надо мешать счастью девушки и что лучше будет, если из тюрьмы вернётся Сигэру. Мать идёт в тюрьму на свидание к Сигэру и просит его отказаться от своих взглядов. Но сын отвечает, что никогда не сойдёт с однажды избранного пути. В комнате для свиданий мать встречает Юмико, которая пришла увидеться с Сигэру. Мать с подозрением смотрит на девушку — какие отношения у неё с Сигэру? На обратном пути Юмико её нагоняет и называет «мамой». Свидание с сыном придало силы матери, теперь она готова выносить все житейские невзгоды ради него.

## В ролях
Новелла 1: Девочка-цветочница
- Нобуко Отова — Митиэ
- Ёсико Матида — Тамико
- Фудэко Танака — мать Тамико
- Тайдзи Тонояма — бармэн

Новелла 2: Невеста из деревни
- Такэтоси Найто — Коно
- Кёко Кагава — Кунико
- Эйтаро Одзава — брат Кунико
- Тиэко Хигасияма — мать Кунико
- Кацухико Идэ — Морикава

Новелла 3: Когда любишь
- Исудзу Ямада — Яэко, мать
- Кэй Тагути — Сигэру, сын Яэко
- Ёсико Куга — Юмико, невеста Сигэру
- Со Ямамура — дядя Горо
- Хатаэ Киси — Тосико
- Санаэ Накахара — Минако

## Премьеры
- — национальная премьера фильма состоялась 22 января 1955 года[1].
- — фильм демонстрировался в советском кинопрокате с января 1958 года[комм. 1].

## О фильме
1955 год был охарактеризован в японской кинематографии как год трудностей и упадка независимого кинематографа. Тем не менее трое известных представителей «независимого японского кино» Кодзабуро Ёсимура, Тадаси Имаи и Сацуо Ямамото, объединившись нашли средства на постановку и создали по новелле для этого киноальманаха, пользовавшегося успехом в национальном кинопрокате и закупленного для показа в кинотеатрах Советского Союза.

## Комментарии
1. ↑  В советском прокате фильм демонстрировался с января 1958 года — Список зарубежных фильмов в прокате СССР с 1955 по 1991 гг. Архивная копия от 18 мая 2017 на Wayback Machine на форуме киноклуба «Феникс» (рус.)